# Raica Oliveira
Raica Oliveira (Niterói, 22. siječnja 1984.), brazilska manekenka i fotomodel, najpoznatija kao lice Diora i Lancoma.

## Životopis
Raica je nedugo nakon osvojenog drugog mjesta na Elite Model natjecanju u Francuskoj postala jedno od najpoznatijih lica modne agencije Elite i prozvana Senzacijom na modnim pistama u Parizu i Milanu. Pojavila se u reklamnoj kampanji Christiana Diora, Dolce & Gabbane, M. Officer, Victora Huga i drugih, te radila za Victoria's Secret. Nakon što je zasjala na modnim pistama Brazila 2006. uz Gisele Bundchen, za Raicu se govori da će biti jedna od produktivnijih modela 2007. godine. Bavi dobrotvornim radom, a jedno vrijeme hodala je sa slavnim brazilskim nogometašem Ronaldom.

## Naslovnice modnih časopisa
| Godina |          | Časopis                   |
| ------ | -------- | ------------------------- |
| 2000.  | siječanj | Nova (Brazil)             |
| 2000.  | ožujak   | Elle (Brazil)             |
| 2000.  | kolovoz  | Vogue (Italija)           |
| 2000.  | rujan    | Elle (Španjolska)         |
| 2000.  | prosinac | Nova (UK)                 |
| 2000.  | prosinac | Marie Claire (Brazil)     |
| 2001.  | siječanj | Vogue (Brazil)            |
| 2001.  | veljača  | Elle (Brazil)             |
| 2001.  | ožujak   | Vogue (Brazil)            |
| 2001.  | ožujak   | Spin                      |
| 2001.  | rujan    | Vogue (Španjolska)        |
| 2001.  | rujan    | Harpers & Queen           |
| 2001.  | listopad | Harpers & Queen           |
| 2002.  | rujan    | Elle (SAD)                |
| 2004.  | srpanj   | Biba (Francuska)          |
|        |          | Ocean Drive (Španjolska), |
| 2006.  | studeni  | Marie Claire              |
|        |          | Elle USA                  |
| 2007.  |          | Sports llustrated         |
|        |          | Vanity Fair               |
|        |          | Vogue (Brazil)            |

## Reklamne kampanje
Chanel, Bebe, Calzedonia, Christian Dior, John Galliano, David Morris, Ralph Lauren, Chloè, Forum, Dolce & Gabbana, Hot Kiss, Loewe, Maidenform, Marks & Spencer, M. Officer, Emanuel Ungaro, Sergio Valente Jeans, Rosa Cha, Ann Taylor, 
Iguatemi, TNG, Wilsons Leather.

## Modne revije
| Sezona               | Modne revije |
| -------------------- | --- |
| Jesen/Zima 2000.     | Christian Dior, Christian Lacroix, Emanuel Ungaro, John Galliano, Sonia Rykiel, Valentino ... |
| Proljeće/Ljeto 2001. | Alberta Ferretti, Balmain, Calvin Klein, Cerruti, Chloé, Christian Dior, Cynthia Rowley, Daryl K, Emanuel Ungaro, Fause Haten, Fendi, Halston, Jeremy Scott, John Galliano, Miguel Vieira, Paco Rabanne, Pamela Dennis Donna, Portugal International, Ralph Lauren, Rosa Chá, Salvatore Ferragamo, Sonia Rykiel, Tuleh, Valentino, Victor Alfaro |
| Jesen/Zima 2001.     | Alice Roi, Christian Dior, Cynthia Rowley, Cynthia Steffe, Dirk Bikkembergs, Jean Paul Gaultier, Leonard, Miguel Adrover, Nanette Lepore, Ralph Lauren, Tuleh |
| Proljeće/Ljeto 2002. | Christian Dior, Cynthia Steffe, Dirk Bikkembergs, Guy Laroche, Hermes, Iceberg, Isabel Marant, Jean Paul Gaultier, John Galliano, Keita Maruyama, La Perla, Marcel Marongiu, Mariella Burani, Morgan, Nanette Lepore, Private Circle, Vivienne Westwood, Yeohlee, Yigal Azrouel.                                                                 |
| Proljeće/Ljeto 2002. | Elie Saab, Emanuel Ungaro, Yves Saint Laurent. |
| Jesen/Zima 2002.     | Atil Kutoglu, Baby Phat, Binetti, Carmen Marc Valvo, Catherine Malandrino, Chanpaul, Christian Dior, Coccapani, Hermes, Mariella Burani, Morgan, Rocco Barocco, Yeohlee. |
| Jesen/Zima 2003.     | Custo Barcelona, Gai Mattiolo, Iceberg, Mariella Burani, Yeohlee. |
| Proljeće/Ljeto 2004. | Antoni & Alison, Arkadius, Boudicca, Paul Costelloe. |
| Jesen/Zima 2004.     | Arkadius |
| Proljeće/Ljeto 2005. | Baby Phat, Cynthia Rowley. |
| Jesen/Zima 2006.     | Pasarela Cibeles, Antonio Pernas, Triumph World Cup Fashion, Ágata Ruíz de la Prada |
| Proljeće/Ljeto 2006. | Claudia Simões |
| Jesen/Zima 2007.     | Raia de Goeye |
| Proljeće/Ljeto 2007. | Rosa Cha, TNG |
| Jesen/Zima 2008.     | Tereza Santos, Água de Coco por Liana Thomaz, Movimento |

## Video
1. [neaktivna poveznica]
2. [neaktivna poveznica]
3. [neaktivna poveznica]
4. [neaktivna poveznica]
5. Ocio Ya.com Raica Oliveira L'Oreal[neaktivna poveznica]
6. Rio de Janeiro: Raica Oliveira videos I  Arhivirana inačica izvorne stranice od 24. listopada 2006. (Wayback Machine)
7. Rio de Janeiro: Raica Oliveira videos II  Arhivirana inačica izvorne stranice od 24. listopada 2006. (Wayback Machine)
8. Rio de Janeiro: Raica Oliveira videos III  Arhivirana inačica izvorne stranice od 24. listopada 2006. (Wayback Machine)

## Vanjske poveznice
- Raica Oliveira@IMG Paris  Arhivirana inačica izvorne stranice od 27. rujna 2007. (Wayback Machine)
- Raica Oliveira@Elite Barcelona  Arhivirana inačica izvorne stranice od 29. rujna 2007. (Wayback Machine)
- Raica Oliveira @ agency Next Models  Arhivirana inačica izvorne stranice od 14. ožujka 2007. (Wayback Machine)
- Askmen.com_Raica Oliveira  Arhivirana inačica izvorne stranice od 6. srpnja 2008. (Wayback Machine)